# Auggen
Auggen es un municipio en el suroeste del estado federado alemán de Baden-Wurtemberg, cerca del Rin, a aproximadamente 6 km de Chalampé y a 10 de Ottmarsheim, en Alsacia (Francia). Basilea, en Suiza, está a una distancia de aproximadamente 25 km, y desde Friburgo de Brisgovia son unos 27 km.
|                           |
| Auggen y el Valle del Rin |

|                                |
| Iglesia protestante de la Cruz |

## Infraestructura económica
Las bases económicas son sobre todo el turismo y la viticultura.

## Hermanamiento
- Châteauneuf-du-Pape,[14] aldea vitivinícola en el sur de Francia.